# Cestode
Cestodele (clasa Cestoda) sunt o clasă de viermi plați paraziți din încrengătura Platyhelminthes. Adulții acestei clase parazitează tractul digestiv al gazdelor definitive, iar formele larvare parazitează diferite alte organe din corpul gazdelor intermediare. Toate speciile de vertebrate pot fi parazitate de cel puțin o specie de cestode. Din cele peste 1000 de specii descrise, câteva parazitează și omul, fie ca gazdă definitivă (Taenia solium, T. saginata, specii din genul Diphyllobothrium, Hymenolepis etc.), fie ca gazdă intermediară (Taenia solium, T. echinococus, T. multiceps, etc.).
La gazdele definitive cestodele adulte produc boli numite generic cestodoze, din care fac parte: teniazele, difilobotrioza, anoplocefalidoza etc.
La gazdele intermediare formele larvare ale cestodelor produc o categorie de boli numite metacestodoze, în care se încadrează: cisticercoză, cenuroză, hidatidoză, liguloză, etc.

## Caractere morfologice
Cestodele au corpul turtit dorso-ventral, neted, segmentat, de culoare albă și lung, cu aspect de panglică. Sunt alcătuite din scolex, gât și strobil sau corpul propriu-zis. Dimensiunile variază, de la câțiva milimetri (Echinococcus granulosus), la câțiva metri (Taenia solium).
Scolexul este situat în partea anterioară și are rol de organ de fixare. Forma scolexului este variabilă: sferică (Moniezia expansa), ovală (Dipylidium caninum) sau piramidală (Anoplocephala magna).
Organele de fixare sunt: botriile și ventuzele.